# Шарлевуа (кратер)
47°32′00″ пн. ш. 70°18′00″ зх. д. / 47.5333° пн. ш. 70.3° зх. д.
Шарлевуа (кратер) — великий зруйнований метеоритний кратер у регіоні Шарлевуа, Квебек, Канада. На поверхні видно лише частину кратера, а решту вкрито річкою Святого Лаврентія. Первісний кратер, за оцінками, мав 54 км у діаметрі, а його вік оцінюється в 342 ± 15 млн років (Міссісіпій). Снаряд був, ймовірно, кам'яним астероїдом, принаймні 2 км в діаметрі, вагою близько 15 млрд тонн. Кратер класифікують як багатокільцевий басейн із центральним підняттям. Гору Зсувів розташовану в самісінькому центрі кратера, інтерпретують як центральне підняття, що виникло внаслідок пружної віддачі після удару.
Ударне походження кратера Шарлевуа стало зрозумілим 1965 року після відкриття в цій області багатьох конусів руйнування. Інші докази удару включають ознаки планарної деформації (англ. Planar deformation features) у кварці й зернах польового шпату.
На відміну від навколишніх скелястих Лаврентійських гір, кратер є порівняно гладеньким і плоским, що сприяло розвитку людських поселень. Сьогодні 90 % людей з регіону Шарлевуа живуть у цьому кратері.